# Rogers Cup 2018
Rogers Cup presented by National Bank 2018, francouzsky Coupe Rogers 2018, také známý pod názvem Canada Masters 2018, byl společný tenisový turnaj mužského okruhu ATP World Tour a ženského okruhu WTA Tour, hraný na otevřených dvorcích s tvrdým povrchem DecoTurf. Konal se mezi 6. až 12. srpnem 2018 ve dvou kanadských velkoměstech Torontu a Montréalu jako 129. ročník mužského a 117. ročník ženského turnaje.
Mužská polovina soutěže probíhala v torontském areálu Aviva Centre. Po grandslamu a Turnaji mistrů byla zařazena do třetí nejvyšší kategorie okruhu ATP Masters 1000 a její dotace činila 5 939 970 amerických dolarů. Ženská část s rozpočtem 2 820 000 dolarů se odehrávala v montréalském areálu s centrkurtem IGA Stadium. Na okruhu WTA patřila do kategorie WTA Premier 5. Turnaj byl součástí letní americké šňůry na tvrdých betonech US Open Series 2018.
Nejvýše nasazenými hráči v soutěžích dvouher se stali světové jedničky, mezi muži Rafael Nadal ze Španělska a v ženském singlu Simona Halepová z Rumunska. Jako poslední přímí účastníci do dvouher nastoupili americký 52. hráč žebříčku Frances Tiafoe a rumunská 49. žena klasifikace Sorana Cîrsteaová.
Jubilejní osmdesátý singlový titul na okruhu ATP Tour ve sto šestnáctém kariérním finále vyhrál první hráč žebříčku  Rafael Nadal ze Španělska. Získal tak třicátý třetí vavřín v sérii Masters, kde figuroval na prvním místě a Canada Masters se stal jeho první událostí mistrovské série s tvrdým povrchem, z níž si odvezl čtvrtý titul. Řecký poražený finalista Stefanos Tsitsipas odehrál finále v den 20. narozenin a stal se nejmladším hráčem historie, který na jediném turnaji ATP vyřadil čtyři tenisty elitní světové desítky. Osmnáctý singlový titul na okruhu WTA Tour a druhý z Rogers Cupu vybojovala 26letá rumunská světová jednička Simona Halepová.
Třináctý společný titul z deblových soutěží si připsal finsko-australský pár Henri Kontinen a John Peers po odvrácení čtyř mečbolů ve finále.Druhou společnou trofej ze čtyřhry túry WTA si odvezla australsko-nizozemská dvojice Ashleigh Bartyová a Demi Schuursová. Poražená finalistka  Latisha Chan se vrátila do čela žebříčku WTA ve čtyřhře.

## Rozdělení bodů a finančních odměn

### Rozdělení bodů
| Soutěž       | vítězové | finalisté | semifinalisté | čtvrtfinalisté | 16 v kole | 32 v kole | 64 v kole | Q  | Q2 | Q1 |
| ------------ | -------- | --------- | ------------- | -------------- | --------- | --------- | --------- | -- | -- | -- |
| dvouhra mužů | 1000     | 600       | 360           | 180            | 90        | 45        | 10        | 25 | 16 | 0  |
| čtyřhra mužů | 1000     | 600       | 360           | 180            | 90        | 0         | —         | —  | —  | —  |
| dvouhra žen  | 900      | 585       | 350           | 190            | 105       | 60        | 1         | 30 | 20 | 1  |
| čtyřhra žen  | 900      | 585       | 350           | 190            | 105       | 5         | —         | —  | —  | —  |

### Finanční odměny
| Soutěž       | vítězové   | finalisté | semifinalisté | čtvrtfinalisté | 16 v kole | 32 v kole | 64 v kole | Q2     | Q1     |
| ------------ | ---------- | --------- | ------------- | -------------- | --------- | --------- | --------- | ------ | ------ |
| dvouhra mužů | $1 020 425 | $500 340  | $251 815      | $128 050       | $66 490   | $35 055   | $18 930   | $4 360 | $2 220 |
| dvouhra žen  | $519 480   | $252 425  | $126 450      | $60 210        | $29 010   | $14 860   | $8 015    | $3 260 | $1 970 |
| čtyřhra mužů | $316 000   | $154 710  | $77 600       | $39 830        | $20 590   | $10 860   | —         | —      | —      |
| čtyřhra žen  | $148 605   | $75 060   | $37 160       | $18 705        | $9 490    | $4 690    | —         | —      | —      |

## Dvouhra mužů

### Nasazení
| Stát                             | Hráč                  | ATP | Nasazení |
| -------------------------------- | --------------------- | --- | -------- |
| Španělsko                        | Rafael Nadal          | 1.  | 1.       |
| Německo                          | Alexander Zverev      | 2.  | 3.       |
| Argentina                        | Juan Martín del Potro | 4.  | 3.       |
| Jižní Afrika                     | Kevin Anderson        | 6.  | 4.       |
| Bulharsko                        | Grigor Dimitrov       | 5.  | 5.       |
| Chorvatsko                       | Marin Čilić           | 7.  | 6.       |
| Rakousko                         | Dominic Thiem         | 8.  | 7.       |
| USA                              | John Isner            | 9.  | 8.       |
| Srbsko                           | Novak Djoković        | 10. | 9.       |
| Belgie                           | David Goffin          | 11. | 10.      |
| Argentina                        | Diego Schwartzman     | 12. | 11.      |
| Španělsko                        | Pablo Carreño Busta   | 13. | 12.      |
| USA                              | Jack Sock             | 19. | 13.      |
| Itálie                           | Fabio Fognini         | 14. | 14.      |
| Španělsko                        | Roberto Bautista Agut | 15. | 15.      |
| Austrálie                        | Nick Kyrgios          | 17. | 16.      |
| Žebříček ATP k 30. červenci 2018 |                       |     |          |

### Jiné formy účasti
Následující hráči obdrželi divokou kartu do hlavní soutěže:
- Félix Auger-Aliassime
- Peter Polansky
- Vasek Pospisil
- Stan Wawrinka

Následující hráči postoupili z kvalifikace:
- Jevgenij Donskoj
- Ryan Harrison
- Pierre-Hugues Herbert
- Ilja Ivaška
- Bradley Klahn
- Daniil Medveděv
- Jošihito Nišioka

Následující hráči postoupili z kvalifikace jako tzv. šťastní poražení:
- Mackenzie McDonald
- Mirza Bašić
- Michail Južnyj

### Odhlášení
před zahájením turnaje
- Roberto Bautista Agut → nahradil jej  Mackenzie McDonald
- Tomáš Berdych → nahradil jej  Júiči Sugita
- Čong Hjon → nahradil jej  Mirza Bašić
- Juan Martín del Potro → nahradil jej  Michail Južnyj
- Roger Federer → nahradil jej  Jérémy Chardy
- Richard Gasquet → nahradil jej  Matthew Ebden
- Philipp Kohlschreiber → nahradil jej  Márton Fucsovics
- Leonardo Mayer → nahradil jej  Benoît Paire
- Gaël Monfils → nahradil jej  Frances Tiafoe
- Andreas Seppi → nahradil jej  João Sousa

### Skrečování
- Jošihito Nišioka

## Mužská čtyřhra

### Nasazení
| Stát                                                                                      | Hráč                  | Stát       | Hráč          | ATP | Nasazení |
| ----------------------------------------------------------------------------------------- | --------------------- | ---------- | ------------- | --- | -------- |
| Rakousko                                                                                  | Oliver Marach         | Chorvatsko | Mate Pavić    | 5.  | 1.       |
| Finsko                                                                                    | Henri Kontinen        | Austrálie  | John Peers    | 11. | 2.       |
| Francie                                                                                   | Pierre-Hugues Herbert | Francie    | Nicolas Mahut | 15. | 3.       |
| USA                                                                                       | Mike Bryan            | USA        | Jack Sock     | 16. | 4.       |
| Polsko                                                                                    | Łukasz Kubot          | Brazílie   | Marcelo Melo  | 19. | 5.       |
| Spojené království                                                                        | Jamie Murray          | Brazílie   | Bruno Soares  | 27. | 6.       |
| Nizozemsko                                                                                | Jean-Julien Rojer     | Rumunsko   | Horia Tecău   | 27. | 7.       |
| Kolumbie                                                                                  | Juan Sebastián Cabal  | Kolumbie   | Robert Farah  | 29. | 8.       |
| Žebříček ATP k 30. červenci 2018; číslo je součtem žebříčkového postavení obou členů páru |                       |            |               |     |          |

### Jiné formy účasti
Následující páry obdržely divokou kartu do hlavní soutěže:
- Félix Auger-Aliassime /  Denis Shapovalov
- Daniel Nestor /  Vasek Pospisil

Následující páry nastoupily z pozice náhradníka:
- Jérémy Chardy /  Lucas Pouille
- Sam Querrey /  Rajeev Ram

### Odhlášení
před zahájením turnaje
- Fabio Fognini
- Dominic Thiem

## Ženská dvouhra

### Nasazení
| Stát                             | Hráčka              | WTA | Nasazení |
| -------------------------------- | ------------------- | --- | -------- |
| Rumunsko                         | Simona Halepová     | 1.  | 1.       |
| Dánsko                           | Caroline Wozniacká  | 2.  | 2.       |
| USA                              | Sloane Stephensová  | 3.  | 3.       |
| Německo                          | Angelique Kerberová | 4.  | 4.       |
| Ukrajina                         | Elina Svitolinová   | 5.  | 5.       |
| Francie                          | Caroline Garciaová  | 6.  | 6.       |
| Španělsko                        | Garbiñe Muguruzaová | 7.  | 7.       |
| Česko                            | Petra Kvitová       | 8.  | 8.       |
| Česko                            | Karolína Plíšková   | 9.  | 9.       |
| Německo                          | Julia Görgesová     | 10. | 10.      |
| Lotyšsko                         | Jeļena Ostapenková  | 11. | 11.      |
| Rusko                            | Darja Kasatkinová   | 13. | 12.      |
| USA                              | Venus Williamsová   | 14. | 13.      |
| Belgie                           | Elise Mertensová    | 15. | 14.      |
| Austrálie                        | Ashleigh Bartyová   | 16. | 15.      |
| Japonsko                         | Naomi Ósakaová      | 17. | 16.      |
| Žebříček WTA k 30. červenci 2018 |                     |     |          |

### Jiné formy účasti
Následující hráčky obdržely divokou kartu do hlavní soutěže:
- Françoise Abandová
- Viktoria Azarenková
- Eugenie Bouchardová
- Carol Zhaová

Následující hráčky postoupily z kvalifikace:
- Ana Bogdanová
- Katie Boulterová
- Caroline Dolehideová
- Kirsten Flipkensová
- Sesil Karatančevová
- Barbora Krejčíková
- Christina McHaleová
- Monica Niculescuová
- Lucie Šafářová
- Carla Suárezová Navarrová
- Wang Čchiang
- Sofja Žuková

### Odhlášení
před zahájením turnaje
- Dominika Cibulková → nahradila ji  Aryna Sabalenková
- Madison Keysová → nahradila ji  Alison Van Uytvancková
- Coco Vandewegheová → nahradila ji  Sorana Cîrsteaová
- Serena Williamsová → nahradila ji  Tatjana Mariová

## Ženská čtyřhra

### Nasazení
| Stát                                                                                      | Hráčka                    | Stát       | Hráčka                         | WTA | Nasazení |
| ----------------------------------------------------------------------------------------- | ------------------------- | ---------- | ------------------------------ | --- | -------- |
| Česko                                                                                     | Barbora Krejčíková        | Česko      | Kateřina Siniaková             | 6.  | 1.       |
| Čínská Tchaj-pej                                                                          | Latisha Chan              | Rusko      | Jekatěrina Makarovová          | 8.  | 2.       |
| Maďarsko                                                                                  | Tímea Babosová            | Francie    | Kristina Mladenovicová         | 11. | 3.       |
| Česko                                                                                     | Andrea Sestini Hlaváčková | Česko      | Barbora Strýcová               | 15. | 4.       |
| Kanada                                                                                    | Gabriela Dabrowská        | Čína       | Sü I-fan                       | 20. | 5.       |
| Slovinsko                                                                                 | Andreja Klepačová         | Španělsko  | María José Martínez Sánchezová | 24. | 6.       |
| USA                                                                                       | Nicole Melicharová        | Česko      | Květa Peschkeová               | 32. | 7.       |
| Austrálie                                                                                 | Ashleigh Bartyová         | Nizozemsko | Demi Schuursová                | 33. | 8.       |
| Žebříček WTA k 30. červenci 2018; číslo je součtem žebříčkového postavení obou členů páru |                           |            |                                |     |          |

### Jiné formy účasti
Následující páry obdržely divokou kartu do hlavní soutěže:
- Françoise Abandová /  Tatjana Mariová
- Eugenie Bouchardová /  Sloane Stephensová
- Carson Branstineová /  Rebecca Marinová

## Přehled finále

### Mužská dvouhra
- Rafael Nadal vs.  Stefanos Tsitsipas, 6–2, 7–6(7–4)

### Ženská dvouhra
- Simona Halepová vs.  Sloane Stephensová, 7–6(8–6), 3–6, 6–4

### Mužská čtyřhra
- Henri Kontinen /  John Peers vs.  Raven Klaasen /  Michael Venus,  6–2, 6–7(7–9), [10–6]

### Ženská čtyřhra
- Ashleigh Bartyová /  Demi Schuursová vs.   Latisha Chan /  Jekatěrina Makarovová, 4–6, 6–3, [10–8]